# صالح العنابي
صالح حسن العنابي (مواليد 25 أبريل 2000، لاعب كرة قدم قطري يجيد اللعب كلاعب وسط. 

## مسيرة اللاعب
لعب سابقاً مع نادي قطر ونادي الشحانية.